# Callista Gingrich

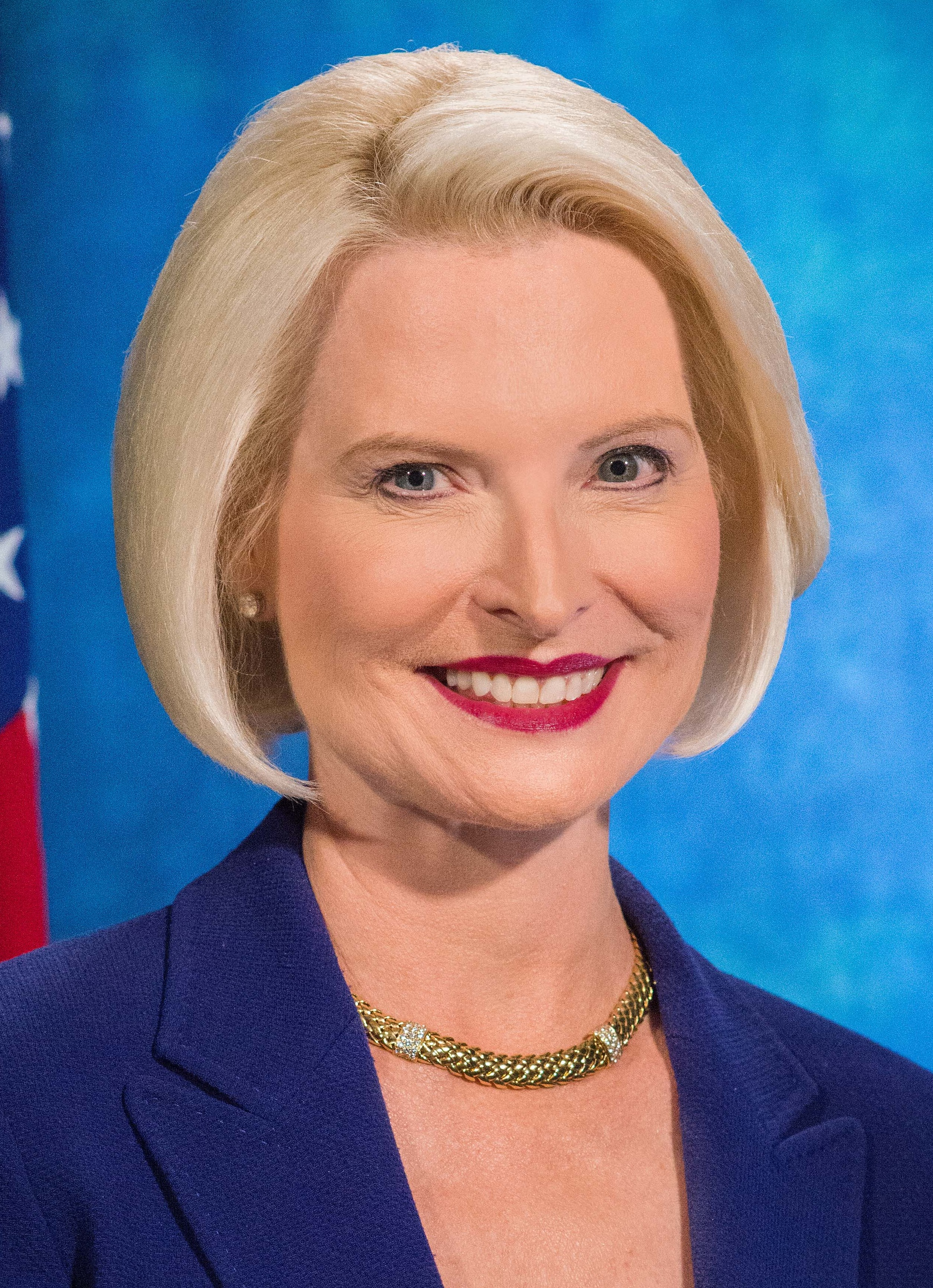
Callista Gingrich (2017)

Callista Louise Gingrich (* 4. März 1966 in Whitehall, Wisconsin als Callista Louise Bisek) ist eine US-amerikanische Unternehmerin, Autorin, Filmproduzentin und Diplomatin. Zwischen 2017 und 2021 war sie Botschafterin der Vereinigten Staaten im Vatikan. 2024 wurde sie von Donald Trump als Botschafterin der Vereinigten Staaten in der Schweiz und Liechtenstein nominiert. Sie ist die Ehefrau von Newt Gingrich dem ehemaligen Sprecher des Repräsentantenhauses.

## Leben

### Herkunft, Familie und Ausbildung
Gingrich wurde am 4. März 1966 in Whitehall, Wisconsin als Tochter des Alphonse Emil Bisek (1926–2006) und der Bernita Bisek, geborenen Krause (1932–2019), in eine Arbeiterfamilie geboren. Die Vorfahren ihres Vaters stammten aus Polen, die der Mutter aus Deutschland und der Schweiz. Ihre Ururgroßeltern waren 1875 aus dem Kanton Graubünden nach Wisconsin ausgewandert.
Sie schloss die Whitehall Memorial High School mit Bestleistung 1984 ab und studierte anschließend am Luther College in Decorah, Iowa Musik. Dort gehörte sie der Studentenverbindung Pi Kappa Lambda an. Sie schloss mit einem Bachelor of Arts summa cum laude ab.

### Filme und Bücher
Als ausführende Filmproduzentin war sie in den Jahren 2009 bis 2016 an fünf Filmen beteiligt, wobei es sich um Dokumentationen handelt. Seit 2007 war sie die Präsidentin von Gingrich Productions, die von ihrem Ehemann gegründet wurde.
Als Autorin veröffentlichte sie in erster Linie Kinderbücher, in denen sie auf eigene Weise die US-amerikanische Geschichte verarbeitet. 

### Botschafterin der Vereinigten Staaten im Vatikan
Während der ersten Präsidentschaft von Donald Trump war Gingrich, als Nachfolgerin von Ken Hackett, von 2017 bis 2021 Botschafterin der Vereinigten Staaten im Vatikan.

## Familie
1993 heiratete sie Newt Gingrich. Sie hat keine Kinder.